# Naval Air Station North Island
Naval Air Station North Island is een haven van de Amerikaanse marine, gelegen aan de noordzijde van het schiereiland Coronado aan de Baai van San Diego. De marinebasis is de thuishaven van vliegdekschepen zoals de USS Carl Vinson (CVN-70), de USS Theodore Roosevelt (CVN-71) en de USS Abraham Lincoln (CVN-72). 